# طوم أودونيل
طوم أودونيل (بالإنجليزية: Tom O'Donnell)‏ (30 أغسطس 1926 بمقاطعة ليمريك - توفي 8 أكتوبر 2020)، هو صحفي وسياسي أيرلندي. حزبياً، نشط في فاين جايل.

## مناصب
- في انتخابات البرلمان الأوروبي 1979، انتخب عضو في البرلمان الأوروبي عن دائرة مونستر [الإنجليزية]‏ لترشحه ضمن   قائمة فاين جايل، وقد انضم خلال فترته النيابية (16 يوليو 1979 – 23 يوليو 1984)  للكتلة البرلمانية الكتلة البرلمانية لحزب الشعب الأوروبي.
- في الانتخابات العمومية الإيرلندية 1961 [الإنجليزية]‏، انتخب نائب دييل عن دائرة ليمريك الشرقية [الإنجليزية]‏ وقد انضم خلال فترته النيابية ‏ (11 أكتوبر 1961 – 11 مارس 1965)  للكتلة البرلمانية فاين جايل.
- في الانتخابات العمومية الإيرلندية 1965 [الإنجليزية]‏، انتخب نائب دييل عن دائرة ليمريك الشرقية [الإنجليزية]‏ وقد انضم خلال فترته النيابية ‏ (21 أبريل 1965 – 21 مايو 1969)  للكتلة البرلمانية فاين جايل.
- في الانتخابات العمومية الإيرلندية 1969 [الإنجليزية]‏، انتخب نائب دييل عن دائرة ليمريك الشرقية [الإنجليزية]‏ وقد انضم خلال فترته النيابية ‏ (2 يوليو 1969 – 5 فبراير 1973)  للكتلة البرلمانية فاين جايل.
- في الانتاخابات العمومية الإيرلندية 1973 [الإنجليزية]‏، انتخب نائب دييل عن دائرة ليمريك الشرقية [الإنجليزية]‏ وقد انضم خلال فترته النيابية ‏ (14 مارس 1973 – 25 مايو 1977)  للكتلة البرلمانية فاين جايل.
- في الانتخابات العمومية الإيرلندية 1977 [الإنجليزية]‏، انتخب نائب دييل عن دائرة ليمريك الشرقية [الإنجليزية]‏ وقد انضم خلال فترته النيابية ‏ (5 يوليو 1977 – 21 مايو 1981)  للكتلة البرلمانية فاين جايل.
- في الانتخابات العمومية الإيرلندية 1981 [الإنجليزية]‏، انتخب نائب دييل عن دائرة ليمريك الشرقية [الإنجليزية]‏ وقد انضم خلال فترته النيابية ‏ (30 يونيو 1981 – 27 يناير 1982)  للكتلة البرلمانية فاين جايل.
- في الانتخابات العمومية الإيرلندية، فبراير 1982 [الإنجليزية]‏، انتخب نائب دييل عن دائرة ليمريك الشرقية [الإنجليزية]‏ وقد انضم خلال فترته النيابية ‏ (9 مارس 1982 – 4 نوفمبر 1982)  للكتلة البرلمانية فاين جايل.
- في الانتخابات العمومية الإيرلندية، نوفمبر 1982 [الإنجليزية]‏، انتخب نائب دييل عن دائرة ليمريك الشرقية [الإنجليزية]‏ وقد انضم خلال فترته النيابية ‏ (14 ديسمبر 1982 – 20 يناير 1987)  للكتلة البرلمانية فاين جايل.
- في انتخابات البرلمان الأوروبي 1984، انتخب عضو في البرلمان الأوروبي عن دائرة مونستر [الإنجليزية]‏ لترشحه ضمن   قائمة فاين جايل، وقد انضم خلال فترته النيابية (24 يوليو 1984 – 24 يوليو 1989)  للكتلة البرلمانية الكتلة البرلمانية لحزب الشعب الأوروبي.